# Santalpur
Santalpur o Santalpur i Chadchat, fou un estat tributari protegit a l'agència de Palanpur. Limitava al nord amb Morwara i Suigam; a l'estat per Warahi i Radhanpur, i al sus i oest pel Rann de Kutch. La superfície era de 1.140 km² i tenia 60 km de llarg i 27 d'ample. La població era de 20.466 habitants el 1881. El territori era pla i obert i no tenia rius, però sí diverses llacunes. La major producció era la sal.
Estava governat per una nissaga jadeja rajput, el cap de la qual portava el títol de thakur de Santalpur o també thakur d'Adesar (d'aquest territori al proper principat de Cutch, a uns 25 km a l'oest. d'on procedien). Els seus dominis estaven fraccionats en diverses parts regides per prínceps. El 1904 fou declarat estat de tercera classe pels pobles de Ghadsai i Kalyanpur, a l'est de Santalpur, que tenien 557 i 107 habitants; per Ghadsai pagava tribut a Radhanpur. Kutch va conquerir l'estat vers 1500.